# André-Joseph Léonard
André-Joseph Léonard (Jambes, 6 maggio 1940) è un arcivescovo cattolico belga.

## Biografia
André-Joseph Léonard ha frequentato gli studi secondari nella provincia di origine, Namur. Al termine di questi si è laureato in filosofia all'Università Cattolica di Lovanio e in teologia presso la Pontificia Università Gregoriana.
È stato ordinato sacerdote il 19 luglio 1964.
Papa Giovanni Paolo II lo ha nominato vescovo di Namur il 7 febbraio 1991, mentre ha ricevuto la consacrazione episcopale il successivo 14 aprile per imposizione delle mani dell'allora cardinale arcivescovo di Malines-Bruxelles Godfried Danneels.
Il 18 gennaio 2010 papa Benedetto XVI lo ha nominato arcivescovo di Malines-Bruxelles e di conseguenza primate del Belgio in sostituzione del cardinale Godfried Danneels, dimissionario per raggiunti limiti d'età.
Il 27 febbraio 2010 Benedetto XVI lo ha nominato anche ordinario militare per il Belgio.
Sempre nel 2010 è stato eletto dai vescovi belgi presidente della Conferenza Episcopale Belga.
Nel 2013 fondò la Fraternità dei Santi Apostoli.
Al compimento del 75º anno di vita, in ottemperanza alle norme canoniche, ha rassegnato le dimissioni dagli incarichi per raggiunti limiti d'età, dimissioni che papa Francesco ha accolto il 6 novembre 2015. Attualmente risiede presso il santuario Nostra Signora del Laus.

## Prese di posizione
In un libro-intervista a Louis Mathoux pubblicato in lingua francese nel 2006, interrogato sulla possibilità di vedere nell'AIDS una forma di punizione divina risponde
L'epidemia di AIDS è descritta quindi come una "specie di giustizia immanente, non una punizione, un po' come, sul piano ecologico, quando si maltratta l'ambiente esso finisce col maltrattarci a sua volta. E quando si maltratta l'amore umano, forse esso si vendica, senza bisogno che intervenga una causa trascendente".
Le sue parole hanno suscitato le reazioni di parte della stampa belga che ha ripreso più volte l'espressione "justice immanente" (giustizia immanente) impiegata dal prelato.
Tre anni più tardi, a seguito della traduzione in lingua fiamminga del libro, le sue parole hanno fatto nuovamente scandalo negli ambienti della sinistra e dei radicali.

## Genealogia episcopale e successione apostolica
La genealogia episcopale è:
- Cardinale Scipione Rebiba
- Cardinale Giulio Antonio Santori
- Cardinale Girolamo Bernerio, O.P.
- Arcivescovo Galeazzo Sanvitale
- Cardinale Ludovico Ludovisi
- Cardinale Luigi Caetani
- Cardinale Ulderico Carpegna
- Cardinale Paluzzo Paluzzi Altieri degli Albertoni
- Papa Benedetto XIII
- Papa Benedetto XIV
- Papa Clemente XIII
- Cardinale Marcantonio Colonna
- Cardinale Giacinto Sigismondo Gerdil, B.
- Cardinale Giulio Maria della Somaglia
- Cardinale Carlo Odescalchi, S.I.
- Vescovo Eugène de Mazenod, O.M.I.
- Cardinale Joseph Hippolyte Guibert, O.M.I.
- Cardinale François-Marie-Benjamin Richard de la Vergne
- Cardinale Pietro Gasparri
- Cardinale Clemente Micara
- Cardinale Jozef-Ernest Van Roey
- Cardinale Léon-Joseph Suenens
- Cardinale Godfried Danneels
- Arcivescovo André-Joseph Léonard

La successione apostolica è:
- Vescovo Pierre Warin (2004)
- Vescovo Jean-Luc Hudsyn (2011)
- Vescovo Léon Lemmens (2011)
- Vescovo Jean Kockerols (2011)
- Vescovo Jean-Pierre Delville (2013)